# Sid Ahmed Ghozali
Sid Ahmed Ghozali (arabisch سيد أحمد غزالي, DMG Saiyid Aḥḥmad Ġazālī; * 31. März 1937 in Tighennif, Provinz Muaskar, Algerien; † 4. Februar 2025 in Algier) war ein algerischer Politiker (Nationale Befreiungsfront (FLN)).

## Leben
Ghozali machte seinen Abschluss als Ingenieur an der École nationale des ponts et chaussées. Nach der Unabhängigkeit Algeriens 1962 wurde er 1964 Regierungsmitglied und war von 1966 bis 1977 Président-directeur général des staatlichen Mineralölunternehmens Sonatrach. In den 1980er Jahren war er Botschafter Algeriens in Belgien.
Ghozali gehörte der Einheitspartei Nationale Befreiungsfront (FLN) an und war enger Vertrauter des ab 1979 amtierenden Staatspräsidenten Chadli Bendjedid. 1988 übernahm Ghozali das Amt des Finanzministers, 1989 wurde er Außenminister und 1991 ernannte ihn Bendjedid zum Premierminister Algeriens.
Auch nach dem Rücktritt Benjedids im Januar 1992 und der Machtübernahme durch das Militär blieb Ghozali zunächst im Amt, trat aber im Juli desselben Jahres zurück, kurz nach der Ermordung von Staatspräsident Muhammad Boudiaf.
Von Dezember 1992 bis Ende 1993 amtierte er als Botschafter Algeriens in Frankreich.